# SAVIEM SC 10
 (avril 2022).
Si vous disposez d'ouvrages ou d'articles de référence ou si vous connaissez des sites web de qualité traitant du thème abordé ici, merci de compléter l'article en donnant les références utiles à sa vérifiabilité et en les liant à la section « Notes et références ».
Le SAVIEM SC 10 est un modèle d'autobus urbain construit par la Société anonyme de véhicules industriels et d'équipements mécaniques (SAVIEM), modèle de l'autobus standard français. Les lettres SC signifient SAVIEM-Chausson.
Fruit d'une étude commune de la RATP et de l'Union des transports publics urbains et régionaux (UPTUR), la première version commerciale du SC 10 est présentée en septembre 1965. Au fil des ans, plusieurs modifications lui sont apportées, jusqu'à sa version finale, le SC 10 R, produit entre 1982 et 1989. Parmi les 11 004 exemplaires construits, seuls quinze ont été vendus à l'étranger, en Italie, à Brescia ; tous les autres étant destinés à des réseaux français. De nombreux autobus sont toutefois rachetés d'occasion dans des pays du tiers monde où ils ont roulé pendant quelques années après leur réforme en France.

## Histoire

### Genèse
À la fin des années 1950, les transports en commun urbains en France sont presque exclusivement assurés par des autobus, exception faite du métro parisien, de quelques trolleybus et de rares réseaux de tramways. Les autobus appartiennent généralement à de petites séries produites par des constructeurs variés ; elles sont chères à l'achat et à l'entretien et d'un amortissement difficile ; leurs caractéristiques sont disparates mais elles ont en commun un manque de confort flagrant : plancher trop haut, plafond trop bas, accès exigus.
En 1958, la Régie autonome des transports parisiens (RATP) et l'Union des transports publics urbains et régionaux (UPTUR) unissent leurs efforts pour élaborer le cahier des charges d'un nouvel autobus urbain unifié qui sera davantage connu sous le nom de bus standard. Parmi les exigences de ce cahier des charges figurent une longueur de 11 m, un plancher plat à 63,5 cm du sol au maximum, une hauteur intérieure de 2,20 m minimum avec des baies hautes à 1,78 m du plancher, un pare-brise cylindro-cyclique antireflets et un moteur de 150 ch couché sous le poste de conduite. SAVIEM, Berliet et Verney répondent favorablement à l'appel d'offres, mais ce dernier constructeur se retire rapidement, faute de capacités de production suffisantes.
| Image externe |                                             |
|               | Prototype des SC 10 sur le site de l'ATMUIR |

Fin 1961, la SAVIEM, après une étude approfondie, livre son premier prototype SC 10 à la RATP. Il se distingue visuellement des exemplaires de série par sa face avant dont la « casquette » qui supporte la girouette n'occupe pas toute la largeur du pavillon et dont le pare-brise comporte un montant central. En juin 1963, une première présentation internationale est faite à Vienne (Autriche).
Le 19 mai 1965, le premier véhicule de la série sortant de la chaîne de fabrication d'Annonay est homologué aux Mines. Nancy est le premier réseau de province à recevoir des SC 10 en 1965. Le moteur français Fulgur installé sur les prototypes, jugé trop peu puissant, est remplacé sur les autobus de série par un moteur allemand MAN, Diesel à 6 cylindres horizontaux en ligne de 150 ch bridé à 135 ch, avec procédé de combustion M3. MAN motorise désormais tous les SC 10 jusqu'à la fin de production de la série.

### Production
Le succès commercial du SC 10 est considérable en France. Ainsi, en novembre 1969, 1 440 exemplaires circulent déjà sur les réseaux français.

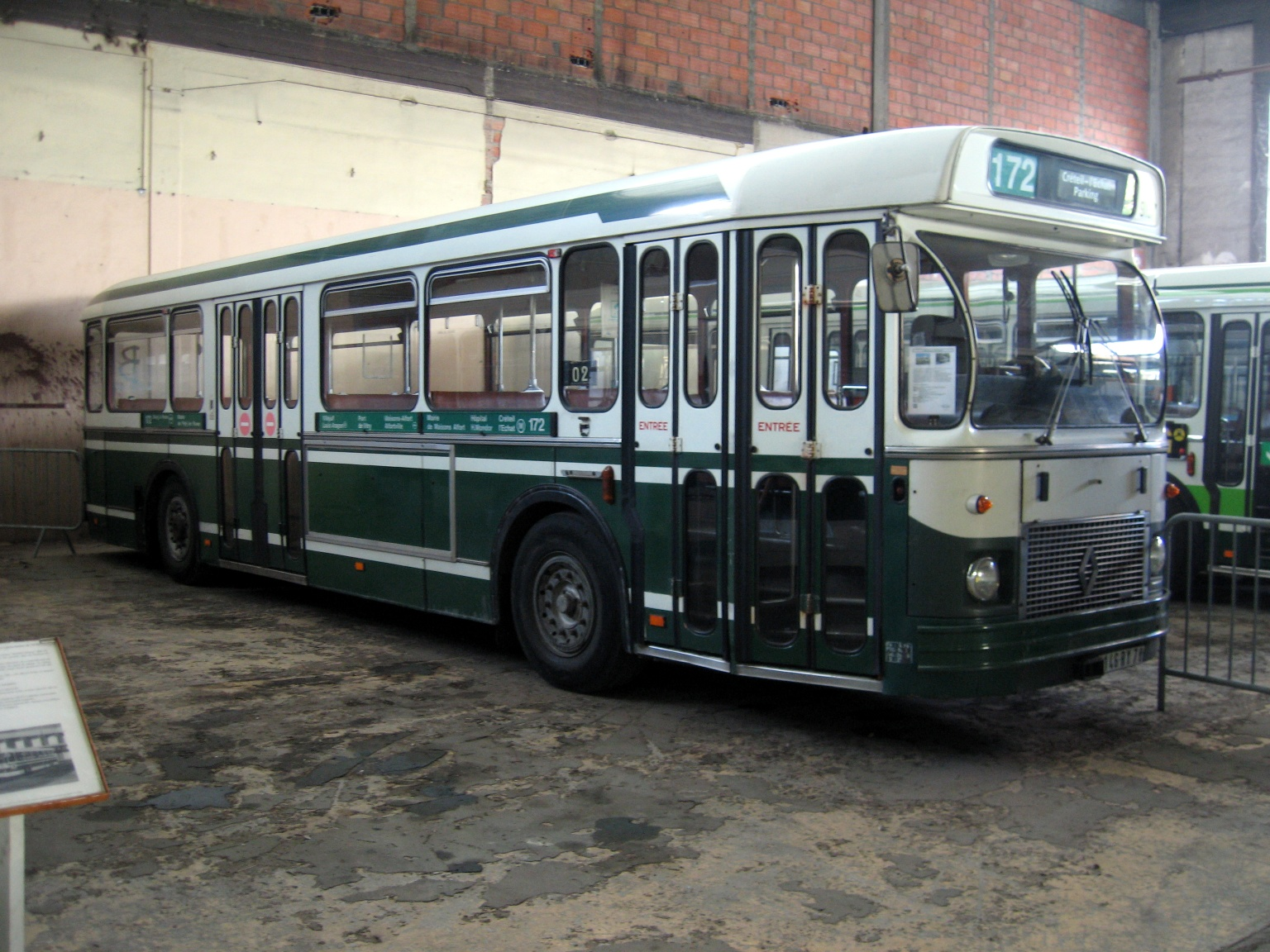
Renault SC 10 UO (RATP, 1981)

Dès le début de la production, plusieurs dispositions de portes différentes sont proposées dont le SC 10 244 DPA (« D » pour porte décalée) et le SC 10 U 044 PA, pour service à agent seul. Une version dépourvue de glaces d'angle arrière et équipée de petits feux arrière ronds est commercialisée sous le nom de SC 10 L. En 1970, les clignotants situés à l'avant changent de place : ils sont placés désormais au-dessus des phares et non plus à côté. En octobre 1974, SAVIEM présente le SC 10 UM (M pour modernisé) présentant une meilleure insonorisation grâce à un encapsulage du moteur, un échappement double flux et des silencieux d'admission. Le freinage est amélioré pour se conformer aux normes CEE. En septembre 1975, un groupe de travail se constitue pour moderniser le SC 10 qui aboutira à une deuxième génération ; cette même année une grande lunette remplace les deux vitres sur la face arrière.
En 1977, SAVIEM et Berliet fusionnent pour devenir Renault Véhicules Industriels - RVI, ce qui va entraîner l'abandon définitif de la marque SAVIEM en 1980. Le SAVIEM SC 10 devient le Renault SC 10. Peu après, il bénéficie de quelques améliorations et il est rebaptisé SC 10 UO.

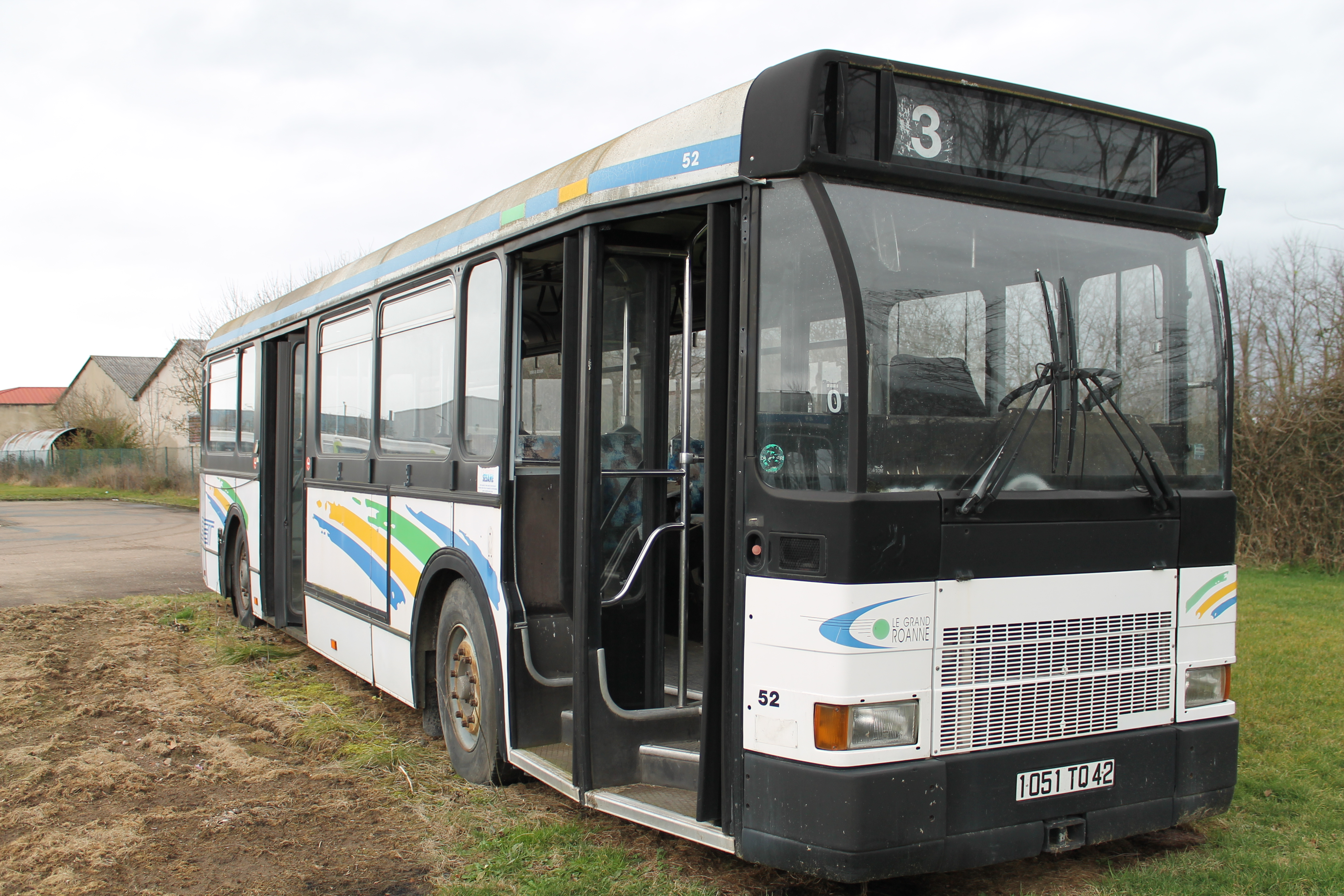
Renault SC 10 R (STAR, Roanne)

À l'automne 1981, le Renault SC 10 R (« R » pour restylé) est présenté. Il n'y a pas de changements importants sauf une nouvelle esthétique aux lignes plus tendues, plus modernes qui lui font perdre toutes les rondeurs de sa face avant. Le pare-brise n'est plus cylindro-cyclique mais conserve une forme galbée dans sa partie supérieure. Les portes latérales sont désormais vitrées sur toute leur hauteur ; il y a deux marches au lieu d'une même si la hauteur de plancher ne varie pas et le confort thermique est amélioré (ventilation, chauffage, dégivrage). À l'arrière, seuls les feux sont restylés. La motorisation reste inchangée. La nouvelle version est produite durant sept ans et demi aux termes desquels 1 630 exemplaires sont fabriqués. Le 4 mars 1986, l'usine d'Annonay célèbre le dix-millième SC 10 produit. En 1987, cet autobus représente 91 % du parc de la RATP.
Mars 1989 marque la fin de la fabrication du SC 10, après 11 004 exemplaires produits, dont plus de 3 000 d'entre eux « restylés », pendant 24 ans. Ce grand succès se limite cependant à la France ; l'autobus n'est pas vendu à l'étranger sauf à Brescia, en Italie, qui en a acquis 15 exemplaires.
(NDR : cette acquisition suscita une polémique à Brescia où le montant du contrat n'a jamais été révélé alors que les autobus urbains étaient, à l'époque, achetés sur appels d'offres nationaux et fournis aux communes par le Ministère des transports italien).

### La plateforme arrière

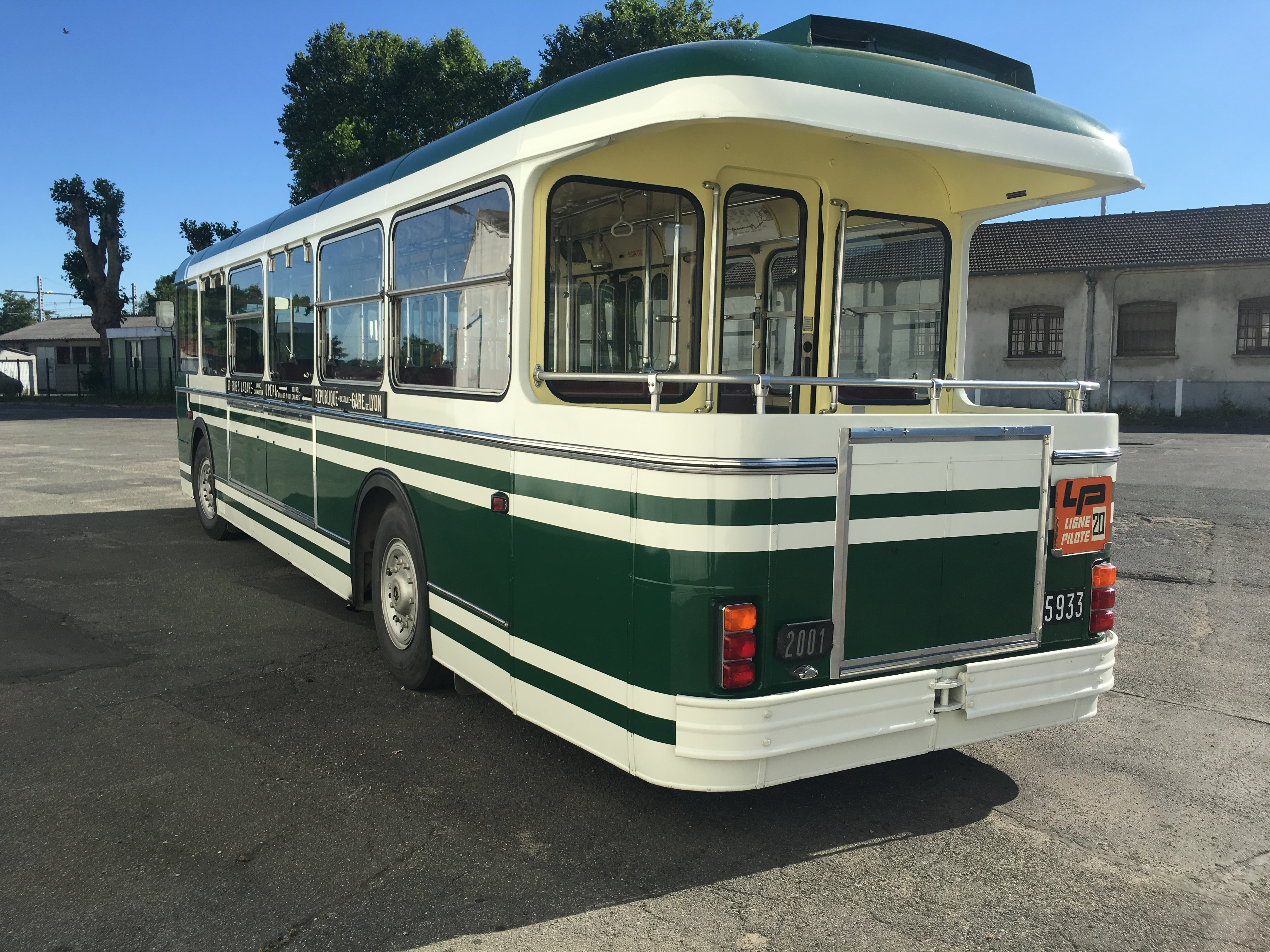
SC 10 U n°5933 à plateforme (ex-RATP) - SAUVABUS

À la suite d'un accident de la circulation en 1976 ayant fortement endommagé l'arrière du SC 10 U n°5933, la RATP décide lors de la réparation de créer une plate-forme ouverte à l'arrière comme cela était le cas avec les Brillié-Schneider PB2 dès 1911 mais surtout les anciens Renault TN d'avant guerre. C'est ainsi que naît le SC 10 UPF.
Ce SC 10 (n°5933) est sauvegardé par l'association SAUVABUS depuis 1983, date à laquelle il fut reformé.
Cet aménagement étant très favorablement accueilli par les usagers, SAVIEM en reprend l'idée et propose une version du SC 10 avec une plate-forme arrière ouverte dont l'accès s'effectue depuis l'intérieur du véhicule grâce à une porte coulissante. Ce modèle évolue comme le reste de la gamme et le dernier à être commercialisé est le SC 10 RA (RA signifiant restylé à plateforme arrière) dont 34 exemplaires sont produits. 
Les SC 10 à plateforme circulent à Paris (89 exemplaires) mais aussi dans dix-sept autres villes auxquelles s'ajoutent treize réseaux en ayant acquis d'occasion. La ligne 29 de la RATP est la dernière à avoir été exploitée avec des autobus à plate-forme arrière ouverte jusqu'en février 2002.

### Expérimentations et modifications
Le SC 10 reçoit, au cours de sa carrière, de nombreuses modifications portant sur un petit nombre d'unités, généralement pour le compte de la RATP, plus important client qui concentre la moitié des commandes de SC 10.

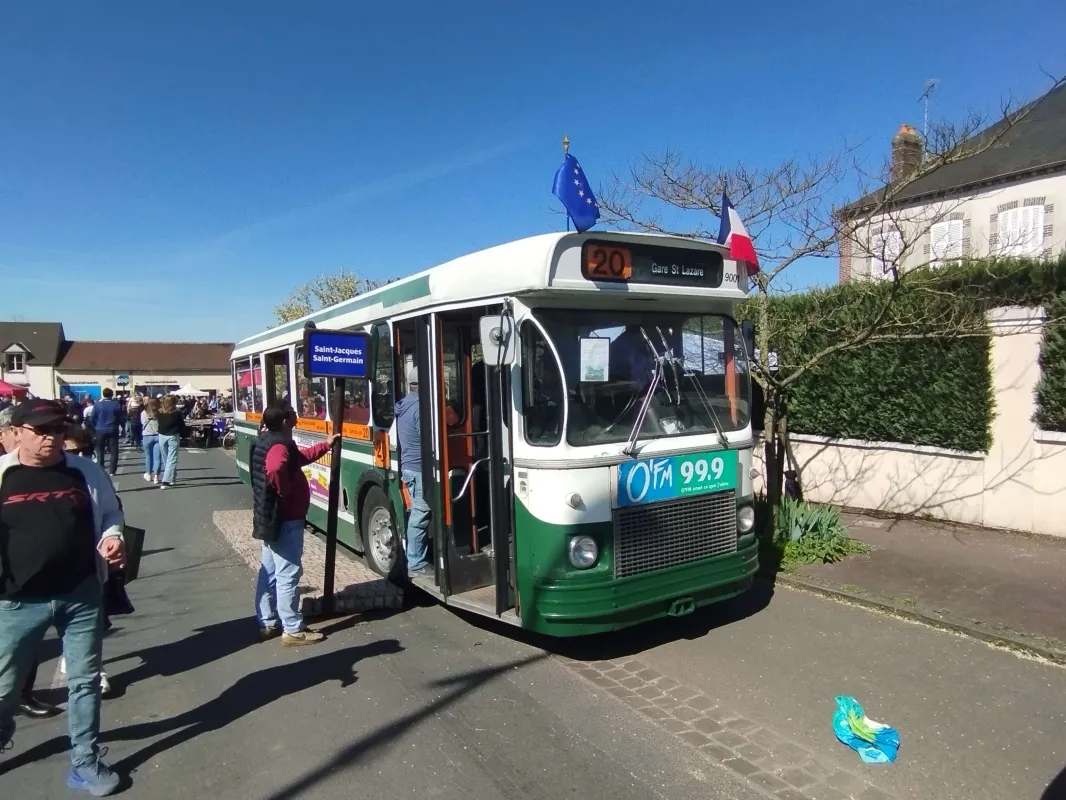
Avant d'un Saviem SC10, Courtenay (Loiret)

C'est ainsi qu'est réalisé un bus prototype équipé de freins à disques — un SC 10 équipé de freins à tambours —, dispositif non retenu en série pour des raisons techniques. Une cinquantaine de véhicules (SC 10 UX) voient la puissance de leur moteur portée à 170 ch et leur vitesse maximale à 72 km/h pour la desserte des aéroports d'Orly et de Roissy-Charles-de-Gaulle, avec réaménagement des sièges disposés dans le sens de la marche. Ce type de bus assurant également des excursions doit être équipé d'une roue de secours, fixée extérieurement sur la face arrière.

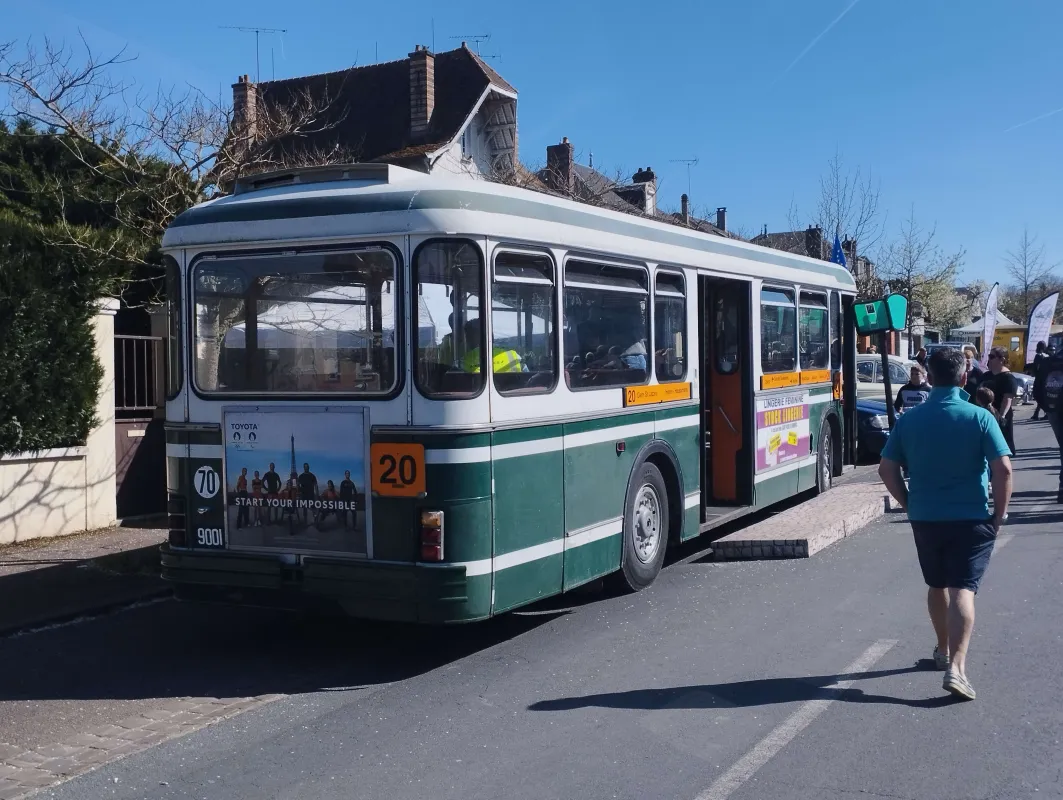
Arrière d'un Saviem SC10, Courtenay (Loiret)

Quatre SC 10 reçoivent une transmission hydrostatique. Un autre exemplaire est transformé en bus diesel-électrique dont le moteur entraîne un alternateur alimentant des moteurs électriques calés sur les roues motrices. Un bus fonctionnant au GPL est testé. Ces trois tentatives de diversification de la chaîne de traction restent sans suite.

### La fin du Renault SC 10

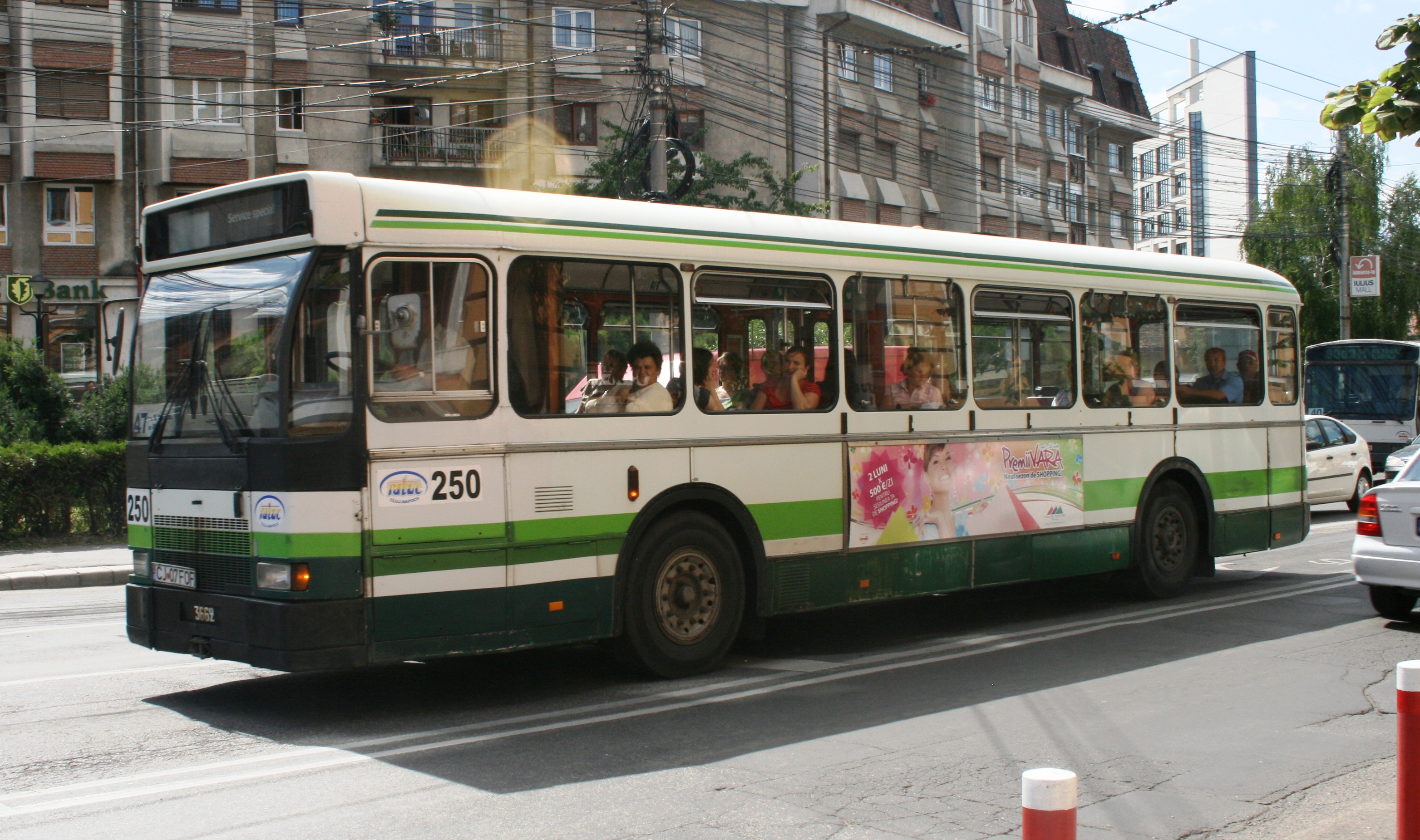
Renault SC 10 R (RATUC, Cluj-Napoca, Roumanie, 2011)

À partir de 2000, le durcissement des normes européennes antipollution accélère la réforme déjà largement engagée des SC 10 : des autobus équipés de moteurs plus puissants, plus performants et moins polluants voient le jour et les R.312 puis les Agora du même constructeur prennent la relève ; le confort et l'accessibilité de ces nouveaux modèles sont également meilleurs grâce à un plancher bas intégral. Les derniers SC 10 parisiens roulent jusqu'au 12 mars 2002 mais certaines villes de province les exploitent plus longtemps ; les derniers en service commercial roulent encore sur les deux lignes du réseau de Bastia, jusqu'en 2013.
Cependant, depuis leur remplacement sur les réseaux de transport en commun français, beaucoup de SC 10 connaissent une nouvelle vie en étant reconditionnés et achetés par des particuliers ou par des communes pour leurs transports scolaires. Ils se retrouvent aussi sur des réseaux étrangers grâce au marché de l'occasion : des SC 10 roulent au Cambodge, en Birmanie, en Albanie, en Arménie, en Roumanie, en Russie et dans de nombreux pays d'Afrique.

## Caractéristiques

### Caractéristiques générales
- Constructeur : SAVIEM, puis RVI
- Châssis : ossature en poutres tubulaires
- Carrosserie : panneaux latéraux vissés démontables, pavillon en aluminium Duralinox
- Capacité de transport : 93 personnes (27 places assises et 66 places debout)
- Longueur : 11,045 m
- Largeur : 2,50 m hors tout
- Hauteur : 2,96 m
- Hauteur intérieure : 2,20 m
- Empattement : 5,58 m
- Diamètre de giration : 22 m
- Masse à vide : 8,1 t
- Poids total en charge (PTAC) : 15 t
- Puissance : 19 CV fiscaux - 165 ch réels (jusqu'à 170 ch)
- Vitesse maximale : entre 50 et 85 km/h selon version
- Réservoir : 228 litres
- Hauteur des vitres : 80 cm
- Portes : versions 2 ou 3 portes, à 2 ou 4 vantaux. L'accessibilité des SC 10 est précisée par le nombre suivant le modèle. Ainsi, par exemple, un SC 10.U.044 est un véhicule à 0 porte à l'arrière, une au milieu avec 4 vantaux et une à l'avant avec 4 vantaux.

### Motorisations
| Véhicules          | Numéros 1 à 1300 | N°1300 à la fin de production |
| ------------------ | --- | --- |
| Carburant          | Diesel | Diesel |
| Moteur             | MAN D0836 HM 8V | MAN D0846 HM 82 U |
| Construction       | | |
| Type               | 6 cylindres horizontal | 6 cylindres horizontal |
| Norme pollution    | | |
| Cylindrée          | 7 034 cm3 | 7 258 cm3 |
| Performance        | 110 kW (150 ch) à 2 500 tr/min | 118 kW (160 ch SAE) à 2 500 tr/min |
| Couple             | | |
| Consommation + CO2 | | |
| Boites de vitesses | - automatique SAVIEM R.107 à 3 rapports + démarrage + 1 AR - manuelle SAVIEM 332 à 5 ou 6 rapports + 1 AR - Boîte Wilson Pont-à-Mousson HVD 4 rapports avant + 1 AR à commande manuelle, mécanique, électrique ou automatique | - automatique SAVIEM R.107 à 3 rapports + démarrage + 1 AR - manuelle SAVIEM 332 à 5 ou 6 rapports + 1 AR - Boîte Wilson Pont-à-Mousson HVD 4 rapports avant + 1 AR à commande manuelle, mécanique, électrique ou automatique |

## Production
| Réseau             | Modèle        | Nombre     | Numéros                                     | Livraison   | Remarques |
| ------------------ | ------------- | ---------- | ------------------------------------------- | ----------- | --- |
| Albi               |               |            |                                             |             | Bus à 2 portes principales, et une 3e, au fond du bus, un peu plus petite.                                                                                                 |
| Amiens             |               |            |                                             |             | |
| Dunkerque          |               | 37         | 110 à 146                                   | 1969 à 1992 | Les deux derniers livrés sont des ex-RATP de 1977 |
| Bordeaux           |               |            |                                             |             | |
| Brest              |               |            |                                             |             | |
| Calais             |               |            |                                             |             | |
| Châtellerault      |               |            |                                             |             | |
| Colmar             |               | 10         |                                             |             | |
| Grenoble - SEMITAG | SC 10 U 044   | 22         | 214-235                                     | 1966-1977   | Le 272 est sauvegardé par l'association Standard 216. |
| Grenoble - SEMITAG | SC 10 U 444D  | 42         | 239-280                                     | 1974-1979   | |
| Grenoble - SEMITAG | SC 10 PF 244D | 1          | 286                                         | 1978        | Le 286 est l'ex-VFD 264, sauvegardé par l'association Standard 216. |
| Grenoble - VFD     | SC 10 U 044   | 14         | 231-234, 244-251, 261-262                   | 1975-1977   | |
| Grenoble - VFD     | SC 10 U 444D  | 3          | 263, 265-266                                | 1978-1979   | |
| Grenoble - VFD     | SC 10 PF 244D | 1          | 264                                         | 1978        | Ancien autobus de démonstration de 1976. |
| Le Havre           |               |            |                                             |             | |
| Le Mans            |               |            |                                             |             | |
| Limoges            |               |            |                                             |             | |
| Lyon               |               | 866        |                                             |             | |
| Metz               |               | 18         |                                             |             | |
| Montluçon          | SC 10 R 044   | 14         | 15-28                                       | 1982-1987   | |
| Mulhouse           | SC 10 R 044   | 1          | 375                                         | 1983        | |
| Nancy              |               |            |                                             |             | |
| Nantes             | SC 10 U 044   | 86         |                                             |             | |
| Nice               | SC 10 442D    | 184        | 101 à 105                                   | 1966 à 1983 | Bus conservés en musées : SC10.U.PF.244 n°203 à 205, SC10.R.444.D n°249, SC10.L.044 n°74, SC10.U.044 n°113                                                                 |
| Nice               | SC 10 U 444D  | 184        | 111 à 120, 186 à 200, 206 à 219, 220 à 219  | 1966 à 1983 | Bus conservés en musées : SC10.U.PF.244 n°203 à 205, SC10.R.444.D n°249, SC10.L.044 n°74, SC10.U.044 n°113                                                                 |
| Nice               | SC 10 U 444   | 184        | 171 à 180                                   | 1966 à 1983 | Bus conservés en musées : SC10.U.PF.244 n°203 à 205, SC10.R.444.D n°249, SC10.L.044 n°74, SC10.U.044 n°113                                                                 |
| Nice               | SC 10 L 044   | 184        | 150 à 153, 01 à 14, 60 à 88                 | 1966 à 1983 | Bus conservés en musées : SC10.U.PF.244 n°203 à 205, SC10.R.444.D n°249, SC10.L.044 n°74, SC10.U.044 n°113                                                                 |
| Nice               | SC 10 U 044   | 184        | 103 à 127                                   | 1966 à 1983 | Bus conservés en musées : SC10.U.PF.244 n°203 à 205, SC10.R.444.D n°249, SC10.L.044 n°74, SC10.U.044 n°113                                                                 |
| Nice               | SC 10 U PF244 | 184        | 184, 185, 203 à 205                         | 1966 à 1983 | Bus conservés en musées : SC10.U.PF.244 n°203 à 205, SC10.R.444.D n°249, SC10.L.044 n°74, SC10.U.044 n°113                                                                 |
| Nice               | SC 10 UO 444D | 184        | 230 à 235                                   | 1966 à 1983 | Bus conservés en musées : SC10.U.PF.244 n°203 à 205, SC10.R.444.D n°249, SC10.L.044 n°74, SC10.U.044 n°113                                                                 |
| Nice               | SC 10 R 444D  | 184        | 246 à 272, 283 à 292                        | 1966 à 1983 | Bus conservés en musées : SC10.U.PF.244 n°203 à 205, SC10.R.444.D n°249, SC10.L.044 n°74, SC10.U.044 n°113                                                                 |
| Orléans            | SC 10 U       |            |                                             |             | SC 10 UPF n°010 conservé et SC 10 U n°29 en reconstruction |
| Poitiers           |               |            |                                             |             | |
| Paris              |               | 5580       |                                             |             | Il existe des versions à plate-forme arrière de 1976 à 2002. |
| Reims              | SC 10 U       | 85         | C112 à C114, C117 à C123, C128 à C131       | 1972-1980   | Dans la 3e numérotation, série 2xx à deux portes et série 3xx à trois portes.                                                                                              |
| Reims              | SC 10 R       | 51         | Inconnue                                    | 1981-1988   | |
| Rennes             | SC 10 U       | 108        | 6..120                                      | 1970-1980   | |
| Rennes             | SC 10 R       | 28         | 121-148                                     | 1981-1986   | Bus 148 préservé. |
| Roanne             |               | 19         |                                             |             | |
| Rouen              |               | 40         |                                             |             | |
| Saint-Lô           |               | 2          |                                             |             | Un à 2 portes, et un à 3 portes |
| Saint-Nazaire      | SC 10 UO      |            |                                             |             | |
| Saint-Nazaire      | SC 10 R       | 11         | 300-310                                     |             | Un exemplaire, le SC10 R no 304, en service de 1986 à 2001, est conservé par « Rétro Bus Nazairiens » (Association de sauvegarde et de restauration).                      |
| Strasbourg         |               | 234        | 750 à 984                                   |             | |
| Toulon             |               |            |                                             |             | |
| Toulouse           |               | 135        |                                             |             | 48 SC 10 R lors de l'explosion de l'usine AZF de Toulouse[pas clair] |
| Tours              | SC 10 U 044   | 22         | 21-25 (1968), 31-37 (1969) et 41-50 (1970)  | 1968-1970   | |
| Versailles         | SC 10 L       | au moins 1 | dont 25                                     | 1968        | Le SC 10 UPF n°77 est sauvegardé. Les n°121-122 sont des bus d'occasion de 1983 Les n°123-124 sont des bus d'occasion de 1984 Le SC 10 R no 145 est sauvegardé par l'APTRP |
| Versailles         | SC 10 U 044   | 22         | 54-65, 67-73, 78, 90, 95                    | 1973-1980   | Le SC 10 UPF n°77 est sauvegardé. Les n°121-122 sont des bus d'occasion de 1983 Les n°123-124 sont des bus d'occasion de 1984 Le SC 10 R no 145 est sauvegardé par l'APTRP |
| Versailles         | SC 10 UPF 044 | 1          | 77                                          | 1977        | Le SC 10 UPF n°77 est sauvegardé. Les n°121-122 sont des bus d'occasion de 1983 Les n°123-124 sont des bus d'occasion de 1984 Le SC 10 R no 145 est sauvegardé par l'APTRP |
| Versailles         | SC 10 R 044D  | 16         | 98-101, 103-108, 112-115, 121-122           | 1984-1994   | Le SC 10 UPF n°77 est sauvegardé. Les n°121-122 sont des bus d'occasion de 1983 Les n°123-124 sont des bus d'occasion de 1984 Le SC 10 R no 145 est sauvegardé par l'APTRP |
| Versailles         | SC 10 R 444D  | 16         | 119-120, 123-124, 131-132, 134-139, 142-145 | 1988-1995   | Le SC 10 UPF n°77 est sauvegardé. Les n°121-122 sont des bus d'occasion de 1983 Les n°123-124 sont des bus d'occasion de 1984 Le SC 10 R no 145 est sauvegardé par l'APTRP |
| Vichy              |               | 6          |                                             |             | |
| Iskitim            |               | 8          |                                             | 2004-?      | |
| Novy Urengoy       |               | 2          |                                             | 1999/2000-? | |
| Orenbourg          |               | 1          | 0488                                        |             | |
| Saint-Pétersbourg  |               | 7          | 5280, 5282, 5374, 5564, 5672, 5876, 5878    | 1992-1997   | |

## Matériel préservé
| Lieu                     | Entité                                                       | Ancien réseau | Modèle      | Nombre | Numéros de parc  | Observations - Particularités |
| ------------------------ | ------------------------------------------------------------ | ------------- | ----------- | ------ | ---------------- | --- |
| Lille                    | AMITRAM                                                      | ELRT          | SC 10 U     | 2      | 175, 292         | |
| Malakoff                 | AMTUIR                                                       | RATP          | SC 10 UB    | 1      | 7269             | vendu à Calypso Train Tours Ltd. (Belize) |
| Malakoff                 | AMTUIR                                                       | RATP          | SC 10 R     | 1      | 3644             | |
| Nevers                   | ASTUNEB                                                      | STUNIV        | SC 10 R     | 2      | Aucun            | |
| Orléans                  | Association « Arrêt Demandé »                                | SEMTAO        | SC 10 UPF   | 1      | 10               | Ancien SC 10 UPF n°7866 de la RATP racheté par la SEMTAO |
| Saint-Fargeau-Ponthierry | Association pour la sauvegarde du patrimoine roulant (ASPRO) | RATP          | SC 10 R     | 1      | 9436             | Ancien SC 10 R de la RATP, racheté par l'association ASPRO |
| Toulouse                 | ASPTUIT                                                      | SEMVAT        | SC 10 U-PFA | 1      | 7903             | |
| Toulouse                 | ASPTUIT                                                      | SEMVAT        | SC 10 R     | 1      | 8904             | |
| Paris                    | SAUVABUS                                                     | RATP          | SC 10 U     | 1      | 5933             | À la suite d'un gros accident en 1976, les ateliers de Championnet ont construit une plateforme ouverte à l'arrière - Face à son succès, plusieurs dizaines de bus sont fabriqués dans cette configuration. |
| Paris                    | SAUVABUS                                                     | RATP          | SC10 UMCR   | 1      | 8826             | Restauré avec la participation des ateliers de Championnet RATP-CAP Ile-de-France, dans le cadre de l'émission "Vintage Mecanic".                                                                           |
| Paris                    | SAUVABUS                                                     | RATP          | SC 10 UMA   | 2      | 7862, 7894       | |
| Paris                    | SAUVABUS                                                     | RATP          | SC 10 R     | 1      | 9893             | |
| Paris                    | SAUVABUS                                                     | RATP          | SC 10 RA    | 3      | 3958, 3980, 3981 | |